# Lanmeur
Lanmeur ist eine Gemeinde mit 2367 Einwohnern (Stand 1. Januar 2022) im Département Finistère in der Bretagne in Frankreich. Lanmeur gehört zum Kanton Plouigneau im Arrondissement Morlaix. Der Ort liegt rund fünf Kilometer von der Atlantikküste entfernt und 70 Kilometer nordöstlich von Brest. Hier befindet sich eine Abfahrt an der E 50 Brest–Rennes und ein Regionalbahnhof an der überwiegend parallel verlaufenden Bahnlinie.
Der Ortsname leitet sich von Bretonisch lann = religiöse Stätte und meur = groß ab.

## Bevölkerungsentwicklung
| Jahr                       | 1962 | 1968 | 1975 | 1982 | 1990 | 1999 | 2009 | 2017 |
| Einwohner                  | 1883 | 1885 | 2049 | 2100 | 2084 | 2122 | 2160 | 2251 |
| Quellen: Cassini und INSEE |      |      |      |      |      |      |      |      |

## Bildungseinrichtungen
Die Gemeinde verfügt über zwei Grundschulen und ein Collège mit 329 Schülern.

## Sehenswürdigkeiten

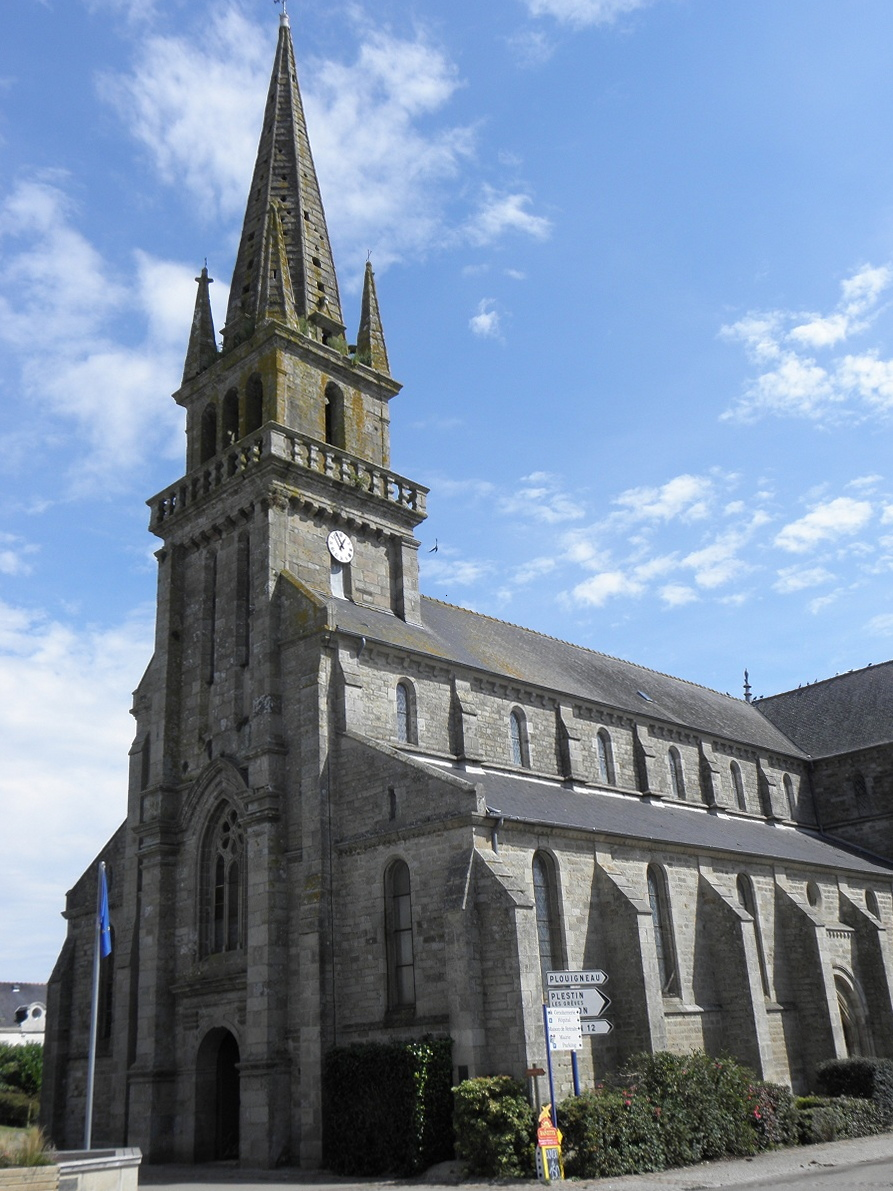
Kirche Saint-Mélar

Siehe auch: Liste der Monuments historiques in Lanmeur
- Kirche Saint-Mélar
- Kapelle Notre-Dame-de-Kernitron